# 許瑞宏
許瑞宏（1974年6月5日—），臺灣臺中市人，中華民國政治人物、台灣民眾黨籍。衛道中學，嶺東科技大學，逢甲大學EMBA畢業。炎香樓及阿米秀廚房創辦人。大隆路商圈主委。

## 早年生涯
許瑞宏出生於臺灣臺中市，生長於西區，從小在教會長大。家族從事紡織產業。大學畢業後為承接家族事業曾前往日本遊學，爾後工作常駐於越南、中國大陸。2012年後由於希望兼顧家庭，因此返回台灣。
2017年，許瑞宏偕同米其林三星主廚陳偉強，在台中創立了炎香樓。2021年又與金鐘視后林美秀創立阿米秀廚房，2022年5月進駐西區審計新村。

## 政治生涯
2022年1月，許瑞宏受台灣民眾黨台中黨部提名，參選2022年台中市中、西區市議員。  其看板多次引起討論。
與紙風車劇團關係良好，為紙風車368兒童藝術工程社會志工，因而接受劇團創辦人李永豐指導政治人物禮儀。並與紙風車合作宣傳友善動物。
於競選服務處開設「巷仔內的咖啡」，並作為公益與藝術的展場空間。
2022年6月，展開為期21天，每天晚上10點到凌晨1點長達三個小時的夜巡直播，創台灣選舉先例。
2025年3月，民眾黨主席黃國昌指定許瑞宏和林富男為中央委員。

## 看板爭議
許瑞宏於競選中因看板設計風格而引發關注，初期以黑色背景「巷仔內の力量」搭配日系熟男形象，被戲稱為台版半澤直樹。也有民眾反映哪有人掛黑色背景的看板。然而之後民進黨市長參選人蔡其昌也採用類似設計而被戲稱「撞衫」。

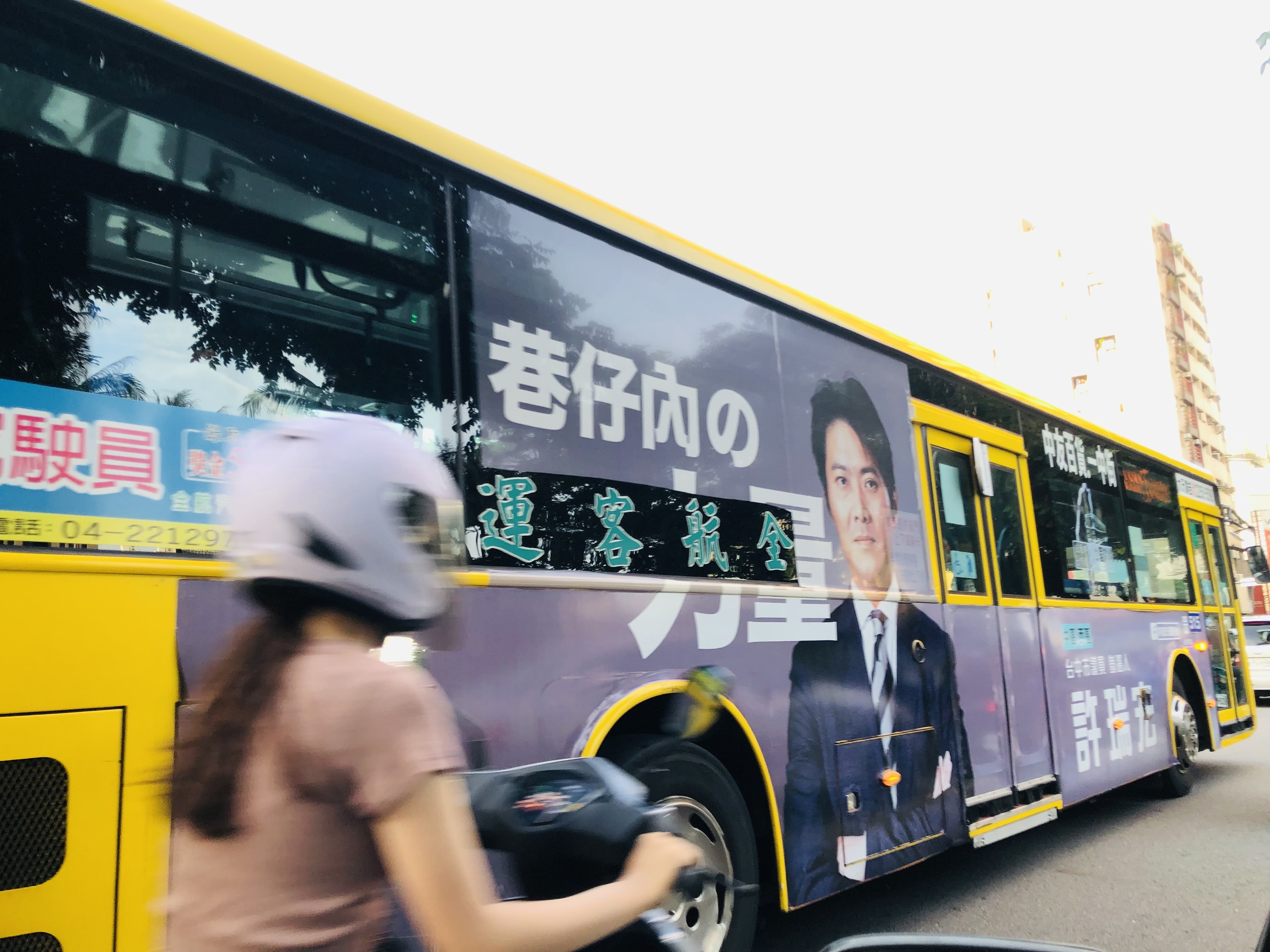
「巷仔內の力量」公車廣告

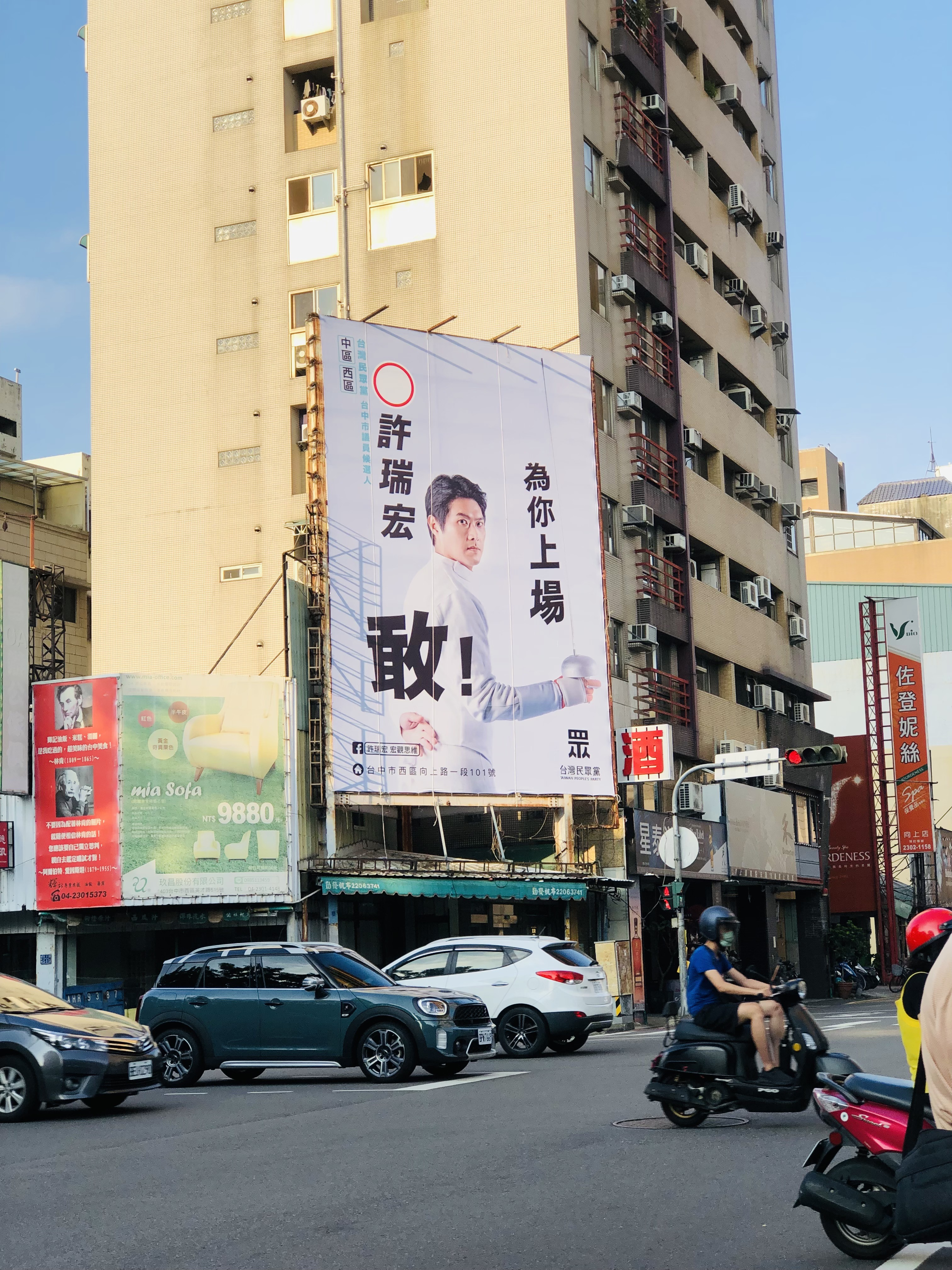
許瑞宏「敢」看板

第二波看板又因以「敢」為口號，與其姓名連結形成「宏敢」、「許瑞宏敢」近似台中腔粗話，因而引發網友轉貼與討論。

## 選舉紀錄
| 年度 | 選舉屆數             | 選舉區           | 所屬政黨   | 得票數 | 得票率 | 當選標記 | 備註 |
| ---- | -------------------- | ---------------- | ---------- | ------ | ------ | -------- | ---- |
| 2022 | 第四屆臺中市議員選舉 | 台中市第十選舉區 | 臺灣民眾黨 | 4,676  | 7.91%  |          |      |

## 外部連結
- 許瑞宏的Facebook專頁
- YouTube上的許瑞宏頻道
- 許瑞宏的Instagram帳戶